# Branewka
Branewka – wieś w Polsce położona w województwie lubelskim, w powiecie janowskim, w gminie Dzwola.

## Opis
W latach 1975–1998 miejscowość administracyjnie należała do województwa tarnobrzeskiego. Według Narodowego Spisu Powszechnego (III 2011 r.) liczyła 217 mieszkańców i była jedenastą co do wielkości miejscowością gminy Dzwola. Należy do Parafii św. Anny w Branwi. W miejscowości wypływa Branew, niewielka rzeka dorzecza Sanu, dopływ Bukowej. Najważniejszy obiekt użyteczności publicznej w Branewce to Budynek Ochotniczej Straży Pożarnej w Branewce.

## Historia
Pierwsza wzmianka o Branewce pochodzi z 1377 roku. Kiedy to król Ludwik Węgierski darował wieś Dymitrowi z Goraja. Pierwotnie nosiła ona nazwy: Branwica, Branew, Branew Mała, a od 1543 r. Branewka. W połowie XV wieku na jej gruntach osiedlono osadników wołoskich i ruskich. Wieś należała do Gorajskich, a w 1508 r. przeszła na własność Mikołaja Firleja, wojewody lubelskiego. Następnie władał nią pleban gorajski. W 1531 r. posiadała 2 łany kmiece i młyn. W 1596 roku wieś zakupił Jan Zamojski, który w pięć lat później przeznaczył ją na uposażenie kustosza kapituły zamojskiej. W 1626 roku we wsi znajdowały się 4 półłanki, 4 zagrody, 3 komornice bez bydła i młyn. W 1711 roku duże straty wśród mieszkańców wyrządziła grasująca epidemia. W 1784 roku po kasacie kapituły zamojskiej Branewka przeszła w ręce państwowe. Sześć lat później od Skarbu Koronnego nabył ją dla ordynacji Andrzej Zamojski za sumę 40 tys. zł. Na początku XIX wieku we wsi znajdowała się karczma i folwark z zabudowaniami dworskimi. W wyniku reformy uwłaszczeniowej 1864 r. 32 gospodarzy otrzymało na własność 684 mórg ziemi. Na przestrzeni XIX wieku mieszkali w Branewce unici, którzy napłynęli z sąsiednich wsi (Branew, Otrocz). W 1921 roku wieś liczyła 58 domów i 352 mieszkańców. W latach trzydziestych rozparcelowano folwark ordynacki. W 1934 r. odnotowano dużą powódź. W 1944 roku w wyniku walk frontowych spłonęło 29 zagród. W 1948 r. powstała jednostka straży pożarnej.